# Serguei Goglidze
Serguei Arsénievitx Goglidze (rus: Сергей Арсеньевич Гоглидзе) (1901-1953) va ser un oficial de l'NKVD georgià. Va ser un dels organitzadors de les repressions en massa.

## Biografia
Nascut a un poble prop de Kutaisi, fill d'una cuinera. El 1917 va allistar-se a l'exèrcit, però el 1918 s'uní a l'Exèrcit Roig. Des de 1920 va treballar al Tribunal Revolucionari del Front del Turquestan; i el 1921 va ser transferit als orgues de la Txekà, com a cap de les forces polítiques del Turquestan. Entre 1921 i 1922 va ser Comissionat de les tropes frontereres de la Txekà i la GPU, i entre 1922-23 va ser autoritzat per enfortir la seguretat a la frontera d'Ucraïna. Des de 1923 va servir a les Tropes Frontereres del Caucas, on es va trobar amb Lavrenti Béria. L'1 de juny de 1930 va ser Cap del Departament Polític, i l'1 de juny de 1933 va ser nomenat Cap de les Tropes Frontereres i de la GPU a la RFSS de Transcaucàsia i, el 13 de juliol de 1934, Comandant de l'Oficina de Fronteres i de Seguretat Interna de l'NKVD a Transcaucàsia i Geòrgia.
L'11 de novembre de 134 va ser nomenat Comissari del Poble d'Afers Interns de la RFSS de Transcaucàsia i Cap de l'NKVD a l'RSS de Geòrgia. Des de 1937 va ser membre del Soviet Suprem de la Unió Soviètica; i, des de l'1 de gener de 1937, va ser nomenat Comissari del Poble d'Afers Interns de l'RSS de Geòrgia. Goglidze va gaudir de la confiança i va ser un col·laborador proper de Béria, que sempre li va proveir protecció. Va supervisar la implementació de les repressions en massa a Geòrgia. El 14 de novembre de 1938 va ser nomenat cap de l'NKVD a la regió de Leningrad. Un cop restablert l'aparell administratiu dels esbirros de Iejov, va ser considerat culpable d'abusos contra Olga Bergholz. Malgrat això, el 1939 va ser nomenat membre candidat al Comitè Central del PCUS.
El 28 d'abril va ser nomenat Plenipotenciari del Consell de Comissaris del Poble a Moldàvia, encarregant-se d'una gran deportació. El juliol de 1941, després de l'inici de la guerra, va ser traslladat a Khabarovsk; sent cap de l'aparell de seguretat soviètic a l'Extrem Orient.
El 1951 és traslladat a quarter general del MGB a Moscou, servint com a viceministre de Seguretat de l'Estat. Des d'aquesta posició s'encarrega de la investigació del "Complot dels Metges".
Després de la mort de Stalin el 1953 i la creació per part de Béria del Ministeri de l'Interior Soviètic, Goglidze es va convertir en membre de la direcció del ministeri, encarregant-se de la lluita contra l'espionatge en l'Exèrcit Soviètic i la Marina. Durant la detenció de Béria, Goglidze es trobava a l'Alemanya de l'Est, on va ser detingut i portat a Moscou. Jutjat al Tribunal Suprem de l'URSS per traïció a la Pàtria, va ser condemnat a mort amb diversos oficials propers a Béria i afusellat.

## Condecoracions
- Orde de Lenin (2)
- Orde de la Bandera Roja (4)
- Orde de Kutuzov de 2a classe
- Orde de l'Estrella Roja
- Orde de la Bandera Roja del Treball
- Orde de la Bandera Roja del Treball de la RSFS de Transcaucàsia
- Treballador d'Honor de la Txekà, GPU

D'acord amb el veredicte del Tribunal, Goglidze es va veure privat de tots els seus premis estatals, així com del seu grau militar.